# Spike (papierosy)
Spike − jedna z marek papierosów oferowana przez Altadis (po przejęciu w 1998 — międzynarodowy koncern Seita). Na polskim rynku pojawiły się za sprawą przejęcia w 1995 roku Zakładów Przemysłu Tytoniowego w Radomiu. Od 2008 część Imperial Tobacco Group.
Marka papierosów z niskiej półki cenowej w rozmiarze king size. Stała się popularna między innymi dzięki głośnej akcji medialno - reklamowej uzyskała w krótkim czasie dużą popularność. Reklama była skierowana głównie do ludzi młodych, a liczne akcje sponsoringowe młodzieżowych imprez muzycznych utrwaliły wizerunek marki, jako produktu dla ludzi młodych. Głównym hasłem reklamowym było „Spkinijmy się”.
Dostępne były w paczkach tradycyjnych po 24 sztuki oraz 30 sztuk, a od 2006 roku także w paczkach po 20 sztuk. Nietypowe jak na rynek polski opakowaniem, zawierającym 30 sztuk papierosów. Była to pierwsza tego typu inicjatywa na polskim rynku tytoniowym. Obecnie marka Spike jest w trakcie procesu re-brandingowego w celu zmiany marki na Parker&Simpson.

## Dostępność na rynku
Papierosy te są dostępne na rynku m.in. w krajach Unii Europejskiej, USA, Rosji i Ukrainie w takich wariantach, jak:
- Red 20 (wycofane w Polsce w 2011 r.)
- Blue 20 (wycofane w Polsce w 2011 r.)
- Silver 20 (wycofane w Polsce w 2011 r.)
- Menthol 20 (wycofane w Polsce w 2009 r.)
- Red 30
- Blue 30
- Silver 30